# Царёвка (Знаменский район)
Царёвка — село в Знаменском районе Тамбовской области России. Входит в состав Сухотинского сельсовета.

## География
Деревня находится в центральной части региона, в лесостепной зоне, у автодороги 68Н-017, на реке Царёвка.

### Климат
Климат характеризуется как умеренно континентальный, относительно сухой, с тёплым летом и холодной продолжительной зимой. Среднегодовое количество осадков составляет около 550 мм, из которых большая часть выпадает в тёплый период. Снежный покров устанавливается в середине декабря и держится в течение 138 дней.

## История
Скорее всего, село основано во втором десятилетии XVIII века князем Александром Даниловичем Меньшиковым, где он поселил крепостных крестьян, купленных им в разных уездах России и Украины, а также однодворцами.
После опалы Меньшикова принадлежавшая ему земля и крепостные крестьяне поступили в ведение царского двора. Быть может, поэтому село и называется Царевкой.
Царевка впервые упоминается в документах второй ревизской сказки 1745 года. Из описей следует, что в селе в это время проживали в 14 домах однодворцы. Одновременно здесь числились 35 бывших крепостных князя Меньшикова.
По документам 1762 года в селе Царевка числилось 19 домов однодворцев (73 человека), 11 домов дворцовых крестьян (46 человек).

## Население
| 2010 |
| ---- |
| 101  |

## Инфраструктура
Личное подсобное хозяйство.
Церковь Архангела Михаила в Царёвке.

## Транспорт
Доступен автомобильным транспортом. Остановка общественного транспорта «Царёвка». 